# Девятое правительство Бриана
Девятое правительство Бриа́на — кабинет министров, правивший Францией с 9 марта по 15 июня 1926 года, в период Третьей французской республики, в следующем составе:
- Аристид Бриан — председатель Совета министров и министр иностранных дел;
- Поль Пенлеве — военный министр;
- Луи Мальви — министр внутренних дел;
- Рауль Пере — министр финансов;
- Антуан Дюрафур — министр труда, гигиены, благотворительности и условий социального обеспечения;
- Пьер Лаваль — министр юстиции;
- Жорж Лейг — морской министр;
- Люсьен Лямурё — министр общественного развития и искусств;
- Поль Журдэн — министр пенсий;
- Жан Дюран — министр сельского хозяйства;
- Леон Перье — министр колоний;
- Анатоль де Монзи — министр общественных работ;
- Шарль Даниэль-Винсан — министр торговли и промышленности.

Изменения
10 апреля 1926 — Жан Дюран наследует Мальви как министр внутренних дел. Франсуа Бине наследует Дюрану как министр сельского хозяйства.